# Freirina
Freirina è un comune del Cile della provincia di Huasco nella Regione di Atacama. Al censimento del 2002 possedeva una popolazione di 5.665 abitanti.

## Società

### Evoluzione demografica
| Censimento del 1992 | Censimento del 2002 |
| 5.221 ab.           | 5.665 ab.           |